# Bryan Rice
Brian Risberg Clausen, mais conhecido como Bryan Rice (nascido em 29 de maio de 1978 em Roskilde, Dinamarca), é um cantor e compositor dinamarquês de música pop.
Seu single de estréia "No Promises" foi um enorme sucesso na Dinamarca, entre o outono de 2005 e a primavera de 2006. A canção alcançou o "#2" nas paradas oficiais do Reino Unido.
Em 2006, ele lançou "Coração Sem Abrigo", um cover da canção de Amanda Stott, que foi o segundo single de seu álbum de estréia, Confessional. A canção foi usada como tema de abertura para o reality show dinamarquês Hotel Paradise. Mais dois singles seguidos, "não posso dizer que sou Desculpa" e "Where Do You Go?".
Seu segundo álbum de estúdio, Good News , foi lançado em 2007.
Em 2009 Bryan Rice co-escreveu a canção "Underneath My Skin", com Mads Haugaard, cantada pela norueguesa Christina Undhjem, com participação no Dansk Melodi Grand Prix.
Bryan recebeu seu primeiro disco de ouro pela venda de 20 mil cópias na Dinamarca, e um disco de Platina por mais de 13 mil downloads de "Sem promessas". Além disso Bryan foi nomeado Melhor Cantor Masculino em na premiação dinamarquesa Zulu Awards em 2006.
Em 25 de Outubro de 2010, Bryan Rice lançou seu terceiro álbum de estúdio, Another Piece of Me.